# Alfred von Martin
Pour les articles homonymes, voir Alfred Martin et Martin.
Alfred von Martin, né le 24 juillet 1882 à Berlin et mort le 11 juin 1979 à Munich, est un historien et sociologue allemand et l’un des derniers représentants des débuts de la sociologie allemande. 
Il a enseigné et publié ses ouvrages au sein de la République fédérale d’Allemagne. Les bases de ses analyses temporelles sont la sociologie historique et la sociologie de la culture. Alfred von Martin a publié des textes scientifiques sur une période de 70 ans.

## Biographie

### L’Empire
Alfred von Martin est le descendant d’une famille d’entrepreneurs. Son père, Friedrich Martin, était partenaire de la société Fölsch & Martin, qui possédait des usines de salpêtre à Valdivia (Chili) et à Hambourg. Son grand-père maternel, le propriétaire foncier Otto Roestel, était également un entrepreneur actif dans l’industrie du salpêtre. Peu après la naissance de son fils, Friedrich Martin achète un manoir à Rothenburg et, en 1907, il est anobli.
Grâce à son patrimoine immobilier considérable, Alfred von Martin a vécu à l’abri du besoin pendant une grande partie de sa vie. Jusqu’à son entrée au lycée, un tuteur privé se chargeait à domicile de son éducation. Après avoir obtenu son baccalauréat dans un lycée de Görlitz, il étudie le droit et les sciences politiques dans les universités de Breslau, Lausanne, Tübingen et Munich. En 1906, il termine ce premier cycle d’études et obtient son doctorat en droit. Par la suite, il étudie l’histoire dans les universités de Freiburg (où il eut notamment Friedrich Meinecke comme professeur), Heidelberg, Leipzig, Berlin, Florence et Rome. Il termine ce second cycle d’études en 1913 et décroche un doctorat en philosophie. Lieutenant de réserve pendant la Première Guerre Mondiale, Alfred von Martin devient professeur en Histoire médiévale et moderne à l’université de Francfort en 1915.

### La République de Weimar et le Troisième Reich
Après la fin de la guerre, il est nommé professeur adjoint à l’université de Francfort. À partir de 1924, il enseigne l’histoire sous ce même statut  à l’université de Munich. En 1931,  il devient professeur honoraire à l’université de Göttingen où il dirige le nouveau « Séminaire sociologique ».
Au regard de la situation politique, il renonce de façon permanente à ses fonctions universitaires en 1932 (en tant que professeur honoraire, il n’était pas payé) et retourne à Munich pour continuer ses recherches indépendamment du cadre universitaire en tant qu’ « émigrant intérieur. » 
Selon lui, il ne pouvait plus continuer à donner des conférences après l’abolition de la liberté académique, d’autant plus qu’il enseignait gratuitement. Assurant qu’il n’aurait jamais suivi une ligne d’enseignement allant à l’encontre de ses propres convictions, la perspective d’être invité à traiter des sujets « neutres » se rapprochait pour lui d’un subterfuge auquel il se refusait de participer.
Au cours des années suivantes, il s’intéresse à la Renaissance et aux travaux de l’historien suisse Jacob Burckhardt. Déjà avant 1933,  il affirmait, après avoir lu les écrits de Machiavel, que l’idée d’un leader unique était obsolète. Pour Alfred von Martin, Machiavel lui-même ne croyait pas vraiment à l’idée d’un sauveur désigné (et cela pas uniquement par lui). Machiavel est enclin (tout comme l’est Hitler) à favoriser l’émergence d’une personnalité courageuse, audacieuse, à l’image d’un mercenaire. L’analyse faite par Machiavel n’est pas fausse pour Alfred von Martin mais elle ne prend pas en compte toutes les causes du problème. C’est sur cette analyse bancale que Machiavel prescrit « le poison fasciste »  comme remède aux problèmes émergents au sein de la société. Le livre d’Alfred von Martin, Nietzsche und Burckhardt (Munich, 1941), se positionne clairement contre le régime nazi, ce lui vaut des attaques violentes dans la presse contrôlée par le régime. La première édition de son livre Die Religion in Jacob Burckhardts Leben und Denken (Munich, 1942) est saisie par la Gestapo et il n’échappe que par chance à son arrestation. Alfred von Martin était également en contact avec le groupe de résistance La Rose blanche (Die Weiße Rose). Au printemps 1942, Hans Scholl était déjà venu plusieurs fois le rencontrer à son domicile. [source insuffisante].

### Après la Seconde Guerre mondiale
À partir de 1945 Alfred von Martin se remet à publier ses écrits. Il aspire désormais à un poste de professeur d’université. Au cours de la Seconde Guerre mondiale, il a perdu l’intégralité de son patrimoine immobilier, qui lui avait permis d’assurer auparavant son indépendance financière. De plus, il ne parvient pas à réintégrer le monde de la sociologie universitaire, malgré son titre de membre honoraire de la Société allemande de sociologie.
Dirk Kaesler décrit Alfred Von Martin comme un « sceptique, même après 1945. Il était plutôt solitaire à l’Université. L’une des réflexions principales de ses dernières œuvres tournait justement autour de la tension entre la société et la liberté individuelle. »
Il n’est pas invité à revenir enseigner à l’Université de Göttingen. Dans les couloirs, on dit qu’il était pourtant un collègue fiable et qu’il laisse l’université, avec son départ, dans l’embarras. Toutefois, il décide d’enseigner hors de sa discipline de prédilection, d’abord comme conférencier à l’Université technique de Munich (1946-1948), puis comme professeur émérite par intérimaire (1948-1956) à l'Université de Munich. Il devient même titulaire de la Chaire de Sociologie nouvellement créée, jusqu’à ce qu’il soit remplacé, après de longs conflits politiques au ministère de l’Éducation bavarois, par Emerich K. Francis.
Pendant ce temps, il rédige également la Première représentation systèmatique de la sociologie en Allemagne. (1956)  Lorsqu’il quitte l’Université (il a alors 78 ans), il publie un nouvel ouvrage. Ses thèses critiques et ses idées sur la bourgeoisie ne trouvent pas de successeur dans l’environnement universitaire de sociologie. 
Dans l’avis de décès d’Alfred Von Martin, Rainer Lepsius écrit :

« Il se présentait comme un défenseur des valeurs connues, toujours sceptique contre le pouvoir et contre les tactiques sociales d’adaptation, et considérait avant tout que l’indépendance personnelle était plus précieuse que les influences institutionnelles. »

— Anikó Szabó, Vertreibung, Rückkehr, Wiedergutmachung

## Thèses de sociologie

### Sociologie de la Bourgeoisie (Entrepreneurs et intellectuels)
Cette œuvre se présente comme une introduction à l’ouvrage qu’Alfred Von Martin rédigera plus tard, mais dont il a déjà prévu le contenu : Sociologie de la Bourgeoisie. En se basant sur son traité principal, La Sociologie de la Renaissance (traduit en anglais, espagnol, néerlandais et japonais), il explique que c’est le bourgeois qui est l’acteur principal de l’émergence du capitalisme, selon ses propres observations historico-sociologiques. C’est au Moyen Âge qu’apparaissent les premiers changements : la vie statique et contemplative se transforme en activité économique moderne. La bourgeoisie occidentale moderne se divise alors en deux branches : les entrepreneurs et les intellectuels. Ces deux branches développent deux identités différentes, encore embryonnaires au Moyen Âge : l’individualité, et la rationalité.
Grâce à l’émergence de la domination bureaucratique et des grandes entreprises, il est possible de caractériser le type social du Bourgeois à travers ses actes et son attitude. D’après Alfred Von Martin, le tournant d’une société post-bourgeoise est engagé après la Première Guerre mondiale. L’homme post-bourgeois est, au détriment de son individualité, dépendant de sa propre élévation professionnelle au sein des entreprises, ascension basée sur le conformisme et le consumérisme. Il n’envisage plus l’acte entrepreneurial indépendant. L’élite intellectuelle (la bourgeoisie éduquée), de son côté, a perdu sa raison d’être et se tourne d’elle-même vers les secteurs de la technique et l’administration de l’État.

### Critique de la sociologie contemporaine
D’après Alfred Von Martin, l’évolution de l’objectivité s’accélère encore après la Seconde Guerre mondiale, et permet le développement d’une compréhension scientifique de la sociologie. Alfred Von Martin s’oppose à ce mouvement avec véhémence, considérant que ces grandes tendances scientifiques (selon lui influencées par l’Amérique et le collectivisme) transforment l’être humain en objet, en proie à une manipulation sociale quasi automatique. Pour Alfred Von Martin, c’est justement cette menace d’une perte des valeurs de la personnalité qui devrait souligner l’aspect social de l’être humain. La sociologie n’a rien à voir, en tant que science, avec une vision du monde ; et les termes de « fonctionnalisme » ou de « jeu de rôle » sous-entendent bien cette vision du monde, même lorsqu’elle est inconsciente.

### Analyse de la société de classes
Après avoir travaillé sur la sociologie de la bourgeoisie – et en particulier des intellectuels, Alfred von Martin s’est également intéressé après 1945 à l’analyse de la société de classes. Contrairement à Helmut Schelsky (et d’autres sociologues éminents des décennies après-guerre), il contestait l’existence d’une société de classe moyenne nivelée. Selon lui, la société actuelle avait certes connu de profonds changements (formes d’organisation des entreprises, différenciation et non uniformisation des travailleurs, couverture sociale) et changements par rapport au capitalisme du XIXe siècle, cependant : 
"Les principales composantes de la division des classes demeurent inchangées : la dualité entre un « au-dessus » qui planifie et ordonne, et un « au-dessous » qui obéit et exécute, avec une relation de domination impliquant un conflit d’intérêts latent.“

### Opposition au nazisme

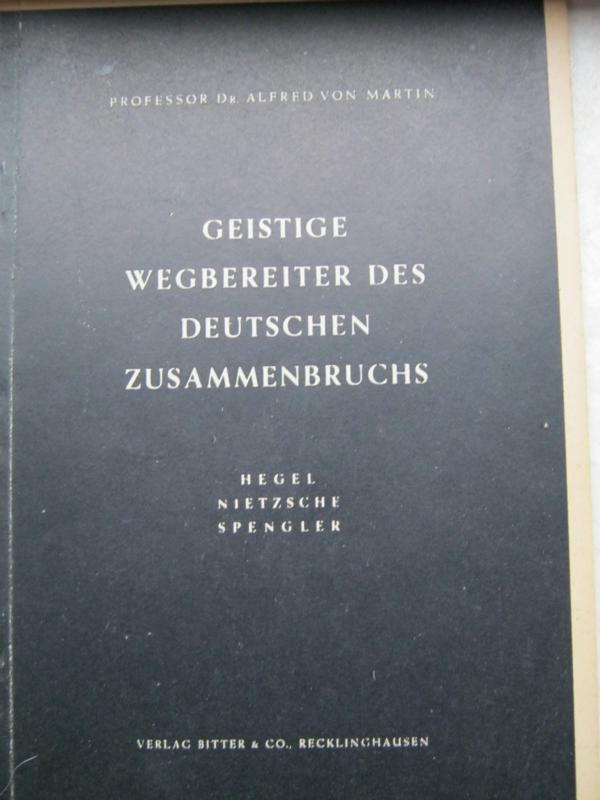
Livre publié en 1948

Volker Kruse a résumé en cinq phrases l’analyse du nazisme faite par Alfred von Martin :
- la dictature nazie n’aurait pu être mise en place que grâce à une large approbation au sein de la population ;
- cette approbation aurait été possible en raison d’un profond manque de valeurs ;
- ce manque de valeurs aurait résulté d’une confusion spirituelle des intellectuels allemands qui s’est diffusée dans l’ensemble de la population allemande ;
- cette confusion spirituelle serait apparue chez Hegel, Nietzsche et Spengler ;
- le caractère national allemand présenterait une prédisposition aux épisodes politiques violents.

Dans les années d’après-guerre Alfred von Martin s’est efforcé, contrairement à la plupart de ses pairs, d’affirmer son opposition au nazisme dans des publications et des conférences. Il prônait un engagement moral des sciences sociales, et René König a pour cette raison déclaré qu’il se démarquait de la lignée des sociologues allemands.

### Réception dans la sociologie
L’ œuvre tardive d’Alfred von Martin constitue un « début presque oublié de la sociologie allemande [allemande] d’après-guerre ».[16] Il était en effet d’emblée exclu du monde académique en raison de son approche sociologique axée sur les sciences humaines et de sa démarche systématico-encyclopédique (d’autres représentants de la sociologie axée sur les sciences humaines issus de l’école de Leipzig tels que Hans Freyer contestaient les positions d’Alfred von Martin comme ennemi déclaré du nationalisme allemand). De plus, ses revendications humanistes dans le domaine scientifique détonnaient à son époque. Et pourtant, note Kruse, force est de constater que 30 ans après, Alfred von Martin n’avait fait aucune grande erreur dans ses analyses contemporaines de la société occidentale d’après-guerre.

## Engagement œcuménique
Alfred von Martin était un chrétien croyant de confession évangélique et partisan de la Una Sancta (unité visible de l’Église). En 1922, il devient membre de l’organisation luthérienne Hochkirchlichen Vereinigung dont il sera le vice président de 1923 à 1924. À travers cet engagement, son but était de renforcer la communion sacramentale et catholique (au sens universel) de l’Église au sein des Églises protestantes. Cet engagement prend la forme d’une « catholicité évangélique ». En raison de l’aggravation de différends avec un « groupe prussien », il quitte l’organisation à l’automne 1925 en même temps que le « groupe catholique » et fonde avec Karl Buchheim la « Confédération œcuménique de la Haute Église ». Alfred von Martin a édité la revue de la nouvelle confédération « Una Sancta », publiée de 1925 à 1928. La revue fut par la suite rebaptisée « Retraite religieuse » et il continua d’y publier. Alfred von Martin finit par rejoindre l'Église catholique romaine.

## Écrits (sélection)
- Über die Frage des Beginnes der Legislaturperiode des deutschen Reichstages und des preußischen Landtags (1906 – Thèse de doctorat en droit, Wrocław)
- Coluccio Salutatis’ Traktat „Vom Tyrannen“. Eine kulturgeschichtliche Untersuchung (1913 – Thèse de doctorat en philosophie, Fribourg-en-Brisgau)
- Mittelalterliche Welt- und Lebensanschauung im Spiegel der Schriften Coluccio Salutatis (1913)
- Geschichtswissenschaft (env. 1925)
- (Ed.): Franz von Assisi (1926)
- Soziologie der Renaissance. Zur Physiognomik und Rhythmik bürgerlicher Kultur (premier tirage en 1932, second tirage modifié et augmenté en 1949, ³1974), angl.: Sociology of the Renaissance (London 1944); esp.: Sociología del Renacimiento (1970, ²1977, ³2005).
- Nietzsche und Burckhardt (1941)
- Die Religion Jacob Burckhardts. Eine Studie zum Thema Humanismus und Christentum (1942)
- Geistige Wegbereiter des deutschen Zusammenbruchs (Hegel, Nietzsche, Spengler) (1948).
- Geist und Gesellschaft (1948)
- Der heroische Nihilismus und seine Überwindung. Ernst Jüngers Weg durch die Krise (1948)
- Ordnung und Freiheit. Materialien und Reflexionen zu Grundfragen des Soziallebens (1956)
- Soziologie. Die Hauptgebiete im Überblick (1956)
- Mensch und Gesellschaft heute (1965)
- Im Zeichen der Humanität. Soziologische Streifzüge (1974)
- Macht als Problem. Hegel und seine politische Wirkung (1976)